# Južni Shetlandski otoki
Južno Shetlandsko otočje (angleško South Shetland Islands) je veriga otokov v Južnem oceanu, okrog 120 km oddaljena od obale Antarktike. Spadajo v območje 61° 00' - 63° 37' južne zemljepisne širine in 53° 83' - 62° 83' zahodne zemljepisne dolžine. Sestavlja jih 11 glavnih otokov in številni manjši s skupno površino 3687 km². 80 do 90 odstotkov površine je trajno poledenelih. Najvišja točka na otočju je Mount Foster na Smithovem otoku (Smith Island) z nadmorsko višino 2105 m.
Otočje je odkril britanski raziskovalec William Smith 19. februarja 1819 in jih zahteval v imenu kralja Jurija III. Prvi pristanek je opravil 16. oktobra istega leta na Otoku kralja Jurija (King George Island). Svoje ozemeljske zahteve po otočju sta izrazili tudi državi Argentina in Čile. 
V 19. in zgodnjem 20. stoletju se je na otočju odvijal kitolov in lov na tjulnje. Od leta 1944 na njem stoji znanstvena raziskovalna postaja. Med poletjem se na otočju v manjši meri odvija tudi specializiran turizem.
Večji otoki v skupini so:
- Otok prevare (Deception Island)
- Slonov otok (Elephant Island)
- Otok kralja Jurija (King George Island)
- Livingstonov otok (Livingston Island)
- Snežni otok (Snow Island)

## Karta
- L.L. Ivanov. Antarctica: Livingston Island and Greenwich, Robert, Snow and Smith Islands. Scale 1:120000 topographic map.  Troyan: Manfred Wörner Foundation, 2009.  ISBN 978-954-92032-6-4